# Bógzapłać
Bógzapłać – wieś w Polsce, w województwie kujawsko-pomorskim, w powiecie lipnowskim, w gminie Skępe. 
Do 2023 miejscowość była częścią wsi Sarnowo.
W latach 1975–1998 Bógzapłać administracyjnie należało do województwa włocławskiego.